# Spielwaren Carl Loebner Torgau

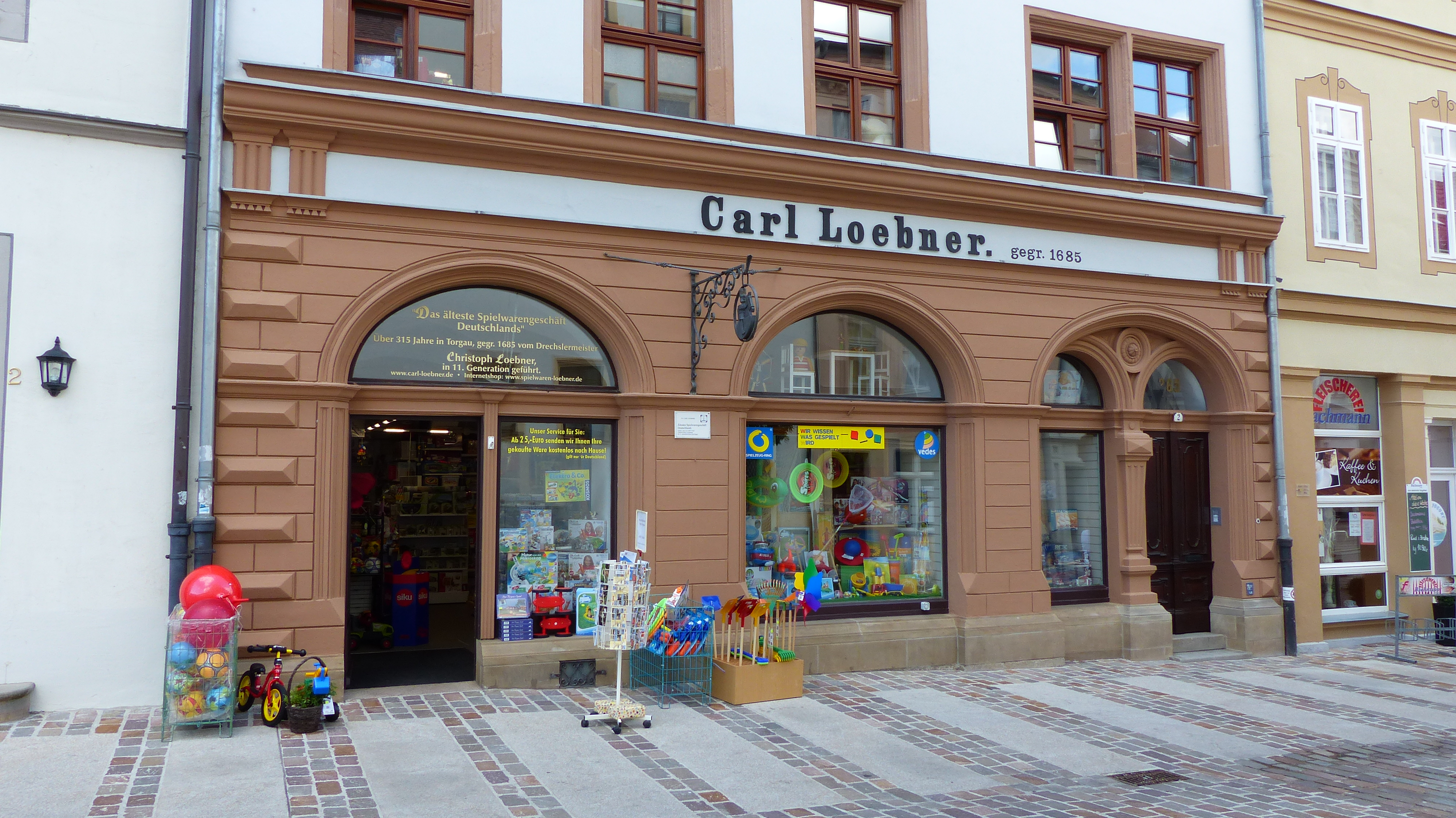
Spielwarengeschäft Carl Loebner

Spielwaren Carl Loebner Torgau ist das älteste Spielwarengeschäft der Welt. Die erste urkundliche Erwähnung des Geschäftes in der Stadtgeschichte von Torgau führt auf das Jahr 1685 zurück. Das Unternehmen wurde stets vom Vater auf den Sohn vererbt und wird zurzeit in der zwölften Generation geführt.

## Geschichte
Der Drechslermeister Christoph Loebner eröffnete Ende 1685 nach seiner Hochzeit in Leipzig in Torgau seinen Meisterbetrieb im Drechselhandwerk und fertigte Holzspielzeug. Zur Zeit seines Enkels Carl Loebner wurden Firmennamen erstmals amtlich erfasst, wodurch das Unternehmen seinen bis heute verwendeten Namen bekam. 1780 erwarb der Innungsmeister Johann-George Loebner das noch heute als Geschäft genutzte Haus in der Bäckerstraße am Marktplatz von Torgau und fertigte dort seine Holzspielzeuge weiter, die er zuerst auf den Märkten der Umgebung und auf der Leipziger Messe verkaufte. Sein anfängliches Warenangebot waren Holzpuppen, Trommelstöcke, Kreisel, Kegel, Pfeifen und Billardkugeln. Ab der sechsten Generation waren die Loebners reine Kaufleute und handelten nur noch mit gedrechselten und anderen Spielwaren. Die eigene Produktion wurde aufgegeben.
Das Wappenzeichen der Firma Carl Loebner in Form des Seiffener Reiterleins (Original Erzgebirge) am Markt in Torgau deutet heute noch auf die historischen Wurzeln des Familienunternehmens hin, das zu Gründerzeiten ausschließlich Holzspielzeug herstellte und verkaufte.
2006 übergab der damalige Inhaber Johann-Georg Loebner (zehnte Generation) eine umfangreiche Spielzeugsammlung der Familie Loebner an das  Stadt- und Kulturgeschichtliche Museum der Stadt Torgau als dauerhafte Leihgabe. Unter den Raritäten ist auch die kleinste hölzerne Gliederpuppe der Welt.
2010 feierte das Familienunternehmen Spielwaren Carl Loebner sein 325-jähriges Jubiläum. Es hat heute rund 21.000 Artikel von 220 Markenherstellern im Sortiment. Das Verkaufsangebot reicht von der Holzeisenbahn bis zum Star-Trek-Raumschiff.
Seit 2013 besteht ein Onlineshop. Im April 2018 gab Jörg Loebner das Unternehmen an seinen Sohn Ingo Loebner ab, der es nun in der zwölften Generation führt.